# Kabinett Jasper III
Das Kabinett Jasper III bildete die Landesregierung des Freistaates Braunschweig 1927–1930.
| Kabinett Jasper III – 14. Dezember 1927 bis 1. Oktober 1930 \| Amt \| Name \| Partei \| \| ----------------- \| ------------------- \| ------ \| \| Ministerpräsident \| Heinrich Jasper \| SPD \| \| Arbeit \| Gustav Steinbrecher \| SPD \| \| Volksbildung \| Hans Sievers \| SPD \| |                     |        |
| Amt | Name                | Partei |
| Ministerpräsident | Heinrich Jasper     | SPD    |
| Arbeit | Gustav Steinbrecher | SPD    |
| Volksbildung | Hans Sievers        | SPD    |